# Dārvand-e Seh
Dārvand-e Seh (persiska: داروند سه) är en ort i Iran.   Den ligger i provinsen Kermanshah, i den västra delen av landet, 500 km väster om huvudstaden Teheran. Dārvand-e Seh ligger 638 meter över havet och antalet invånare är 104.
Terrängen runt Dārvand-e Seh är kuperad. Runt Dārvand-e Seh är det ganska tätbefolkat, med 155 invånare per kvadratkilometer. Närmaste större samhälle är Sarpol-e Z̄ahāb, 10,8 km norr om Dārvand-e Seh. Trakten runt Dārvand-e Seh består till största delen av jordbruksmark.